# Liste des titres musicaux numéro un en Allemagne en 1992
Cette page liste les titres numéro un dans les meilleures ventes de disques en Allemagne pour l'année 1992 selon Media Control Charts. 
Les classements sont issus des 100 meilleures ventes de singles et des 100 meilleures ventes d'albums. Ils se déroulent du vendredi au jeudi, et sont publiés le mardi par l'industrie musicale allemande.

## Classement des singles
| №  | Date         | Artiste                   | Titre                      |
| -- | ------------ | ------------------------- | -------------------------- |
| 1  | 3 janvier    | Salt'n'Pepa               | Let's Talk About Sex       |
| 2  | 10 janvier   | Salt'n'Pepa               | Let's Talk About Sex       |
| 3  | 17 janvier   | Salt'n'Pepa               | Let's Talk About Sex       |
| 4  | 24 janvier   | U96                       | Das Boot                   |
| 5  | 31 janvier   | U96                       | Das Boot                   |
| 6  | 7 février    | U96                       | Das Boot                   |
| 7  | 14 février   | U96                       | Das Boot                   |
| 8  | 21 février   | U96                       | Das Boot                   |
| 9  | 28 février   | U96                       | Das Boot                   |
| 10 | 6 mars       | U96                       | Das Boot                   |
| 11 | 13 mars      | U96                       | Das Boot                   |
| 12 | 20 mars      | U96                       | Das Boot                   |
| 13 | 27 mars      | U96                       | Das Boot                   |
| 14 | 3 avril      | U96                       | Das Boot                   |
| 15 | 10 avril     | U96                       | Das Boot                   |
| 16 | 17 avril     | U96                       | Das Boot                   |
| 17 | 24 avril     | Mr. Big                   | To Be with You             |
| 18 | 1er mai      | Mr. Big                   | To Be with You             |
| 19 | 8 mai        | Mr. Big                   | To Be with You             |
| 20 | 15 mai       | Mr. Big                   | To Be with You             |
| 21 | 22 mai       | Snap!                     | Rhythm Is a Dancer         |
| 22 | 29 mai       | Snap!                     | Rhythm Is a Dancer         |
| 23 | 5 juin       | Snap!                     | Rhythm Is a Dancer         |
| 24 | 12 juin      | Snap!                     | Rhythm Is a Dancer         |
| 25 | 19 juin      | Snap!                     | Rhythm Is a Dancer         |
| 26 | 26 juin      | Snap!                     | Rhythm Is a Dancer         |
| 27 | 3 juillet    | Snap!                     | Rhythm Is a Dancer         |
| 28 | 10 juillet   | Snap!                     | Rhythm Is a Dancer         |
| 29 | 17 juillet   | Snap!                     | Rhythm Is a Dancer         |
| 30 | 24 juillet   | Snap!                     | Rhythm Is a Dancer         |
| 31 | 31 juillet   | Dr. Alban                 | It's My Life               |
| 32 | 7 août       | Dr. Alban                 | It's My Life               |
| 33 | 14 août      | Dr. Alban                 | It's My Life               |
| 34 | 21 août      | Dr. Alban                 | It's My Life               |
| 35 | 28 août      | Dr. Alban                 | It's My Life               |
| 36 | 4 septembre  | Dr. Alban                 | It's My Life               |
| 37 | 11 septembre | Dr. Alban                 | It's My Life               |
| 38 | 18 septembre | Dr. Alban                 | It's My Life               |
| 39 | 25 septembre | Inner Circle              | Sweat (A La La La La Long) |
| 40 | 2 octobre    | Inner Circle              | Sweat (A La La La La Long) |
| 41 | 9 octobre    | Inner Circle              | Sweat (A La La La La Long) |
| 42 | 16 octobre   | Inner Circle              | Sweat (A La La La La Long) |
| 43 | 23 octobre   | Inner Circle              | Sweat (A La La La La Long) |
| 44 | 30 octobre   | Inner Circle              | Sweat (A La La La La Long) |
| 45 | 6 novembre   | Inner Circle              | Sweat (A La La La La Long) |
| 46 | 13 novembre  | Inner Circle              | Sweat (A La La La La Long) |
| 47 | 20 novembre  | Inner Circle              | Sweat (A La La La La Long) |
| 48 | 27 novembre  | Inner Circle              | Sweat (A La La La La Long) |
| 50 | 4 décembre   | Inner Circle              | Sweat (A La La La La Long) |
| 51 | 11 décembre  | Inner Circle              | Sweat (A La La La La Long) |
| 52 | 18 décembre  | Captain Hollywood Project | More and More              |
| 52 | 25 décembre  | Captain Hollywood Project | More and More              |

## Classement des albums
| №  | Date         | Artiste         | Titre                     |
| -- | ------------ | --------------- | ------------------------- |
| 1  | 3 janvier    | Genesis         | We Can't Dance            |
| 2  | 10 janvier   | Genesis         | We Can't Dance            |
| 3  | 17 janvier   | Genesis         | We Can't Dance            |
| 4  | 24 janvier   | Genesis         | We Can't Dance            |
| 5  | 31 janvier   | Genesis         | We Can't Dance            |
| 6  | 7 février    | Genesis         | We Can't Dance            |
| 7  | 14 février   | Genesis         | We Can't Dance            |
| 8  | 21 février   | Genesis         | We Can't Dance            |
| 9  | 28 février   | Genesis         | We Can't Dance            |
| 10 | 6 mars       | Genesis         | We Can't Dance            |
| 11 | 13 mars      | Genesis         | We Can't Dance            |
| 12 | 20 mars      | Genesis         | We Can't Dance            |
| 13 | 27 mars      | Genesis         | We Can't Dance            |
| 14 | 3 avril      | Westernhagen    | Ja Ja                     |
| 15 | 10 avril     | Westernhagen    | Ja Ja                     |
| 16 | 17 avril     | Westernhagen    | Ja Ja                     |
| 17 | 24 avril     | Westernhagen    | Ja Ja                     |
| 18 | 1er mai      | Westernhagen    | Ja Ja                     |
| 19 | 8 mai        | Westernhagen    | Ja Ja                     |
| 20 | 15 mai       | Westernhagen    | Ja Ja                     |
| 21 | 22 mai       | Chris de Burgh  | Power of Ten              |
| 22 | 29 mai       | Chris de Burgh  | Power of Ten              |
| 23 | 5 juin       | Westernhagen    | Ja Ja                     |
| 24 | 12 juin      | Westernhagen    | Ja Ja                     |
| 25 | 19 juin      | Westernhagen    | Ja Ja                     |
| 26 | 26 juin      | Westernhagen    | Ja Ja                     |
| 27 | 3 juillet    | Westernhagen    | Ja Ja                     |
| 28 | 10 juillet   | Elton John      | The One                   |
| 29 | 17 juillet   | Elton John      | The One                   |
| 30 | 24 juillet   | Genesis         | We Can't Dance            |
| 31 | 31 juillet   | Genesis         | We Can't Dance            |
| 32 | 7 août       | Genesis         | We Can't Dance            |
| 33 | 14 août      | Genesis         | We Can't Dance            |
| 34 | 21 août      | Genesis         | We Can't Dance            |
| 35 | 28 août      | Genesis         | We Can't Dance            |
| 36 | 4 septembre  | Michael Jackson | Dangerous                 |
| 37 | 11 septembre | Roxette         | Tourism                   |
| 38 | 18 septembre | Roxette         | Tourism                   |
| 39 | 25 septembre | Roxette         | Tourism                   |
| 40 | 2 octobre    | Roxette         | Tourism                   |
| 41 | 9 octobre    | Roxette         | Tourism                   |
| 42 | 16 octobre   | Peter Gabriel   | Us                        |
| 43 | 23 octobre   | Peter Gabriel   | Us                        |
| 44 | 30 octobre   | ABBA            | ABBA Gold - Greatest Hits |
| 45 | 6 novembre   | ABBA            | ABBA Gold - Greatest Hits |
| 46 | 13 novembre  | ABBA            | ABBA Gold - Greatest Hits |
| 47 | 20 novembre  | ABBA            | ABBA Gold - Greatest Hits |
| 48 | 27 novembre  | ABBA            | ABBA Gold - Greatest Hits |
| 50 | 4 décembre   | ABBA            | ABBA Gold - Greatest Hits |
| 51 | 11 décembre  | ABBA            | ABBA Gold - Greatest Hits |
| 52 | 18 décembre  | ABBA            | ABBA Gold - Greatest Hits |
| 52 | 25 décembre  | ABBA            | ABBA Gold - Greatest Hits |

## Hit-Parade de l'année
| Singles | Alben                                                                                  |
| --- | -------------------------------------------------------------------------------------- |
| 1. Dr. Alban - It’s My Life 2. Snap! - Rhythm Is a Dancer 3. U96 - Das Boot 4. Inner Circle - Sweat (A La La La La Long) 5. Mr. Big - To Be with You 6. Double You - Please Don’t Go 7. Guns N’ Roses - Knockin' on Heaven's Door 8. Right Said Fred - Don’t Talk, Just Kiss 9. Roxette - How Do You Do 10. Nirvana - Smells Like Teen Spirit 11. Connie Francis - Jive Connie 12. Jon Secada - Just Another Day 13. The Sisters of Mercy - Temple of Love 14. Undercover - Baker Street 15. Shakespears Sister - Stay 16. The KLF feat. Tammy Wynette - Justified and Ancient 17. Guns N' Roses - November Rain 18. Kris Kross - Jump 19. The Mamas and the Papas - Dream a Little Dream of Me 20. Ten Sharp - You | 1. Genesis - We Can't Dance 2. Queen - Greatest Hits II 3. Michael Jackson - Dangerous |